# Concordia (kommun i Honduras, Departamento de Olancho, lat 14,67, long -86,65)
Concordia är en kommun i Honduras.   Den ligger i departementet Departamento de Olancho, i den centrala delen av landet, 90 km nordost om huvudstaden Tegucigalpa. Antalet invånare är 6 267.